# 이민재 (자동차 경주 선수)
이민재(1970년~)는 KSF(Korea Speed Festival)에서 주로 활약을 보여준 레이싱 드라이버이다.
경문고등학교와 포항공과대학교 재료공학과를 졸업하고 2008년부터 현대자동차가 주최한 Speed Festival 시합에 참가, 2010년 개막전에 우승 하였으며, 2011년부터는 현대자동차가 주최하는 Korea Speed Festival에 참가하여 2012년 4라운드에 폴투피니쉬로 우승하였다. 
2015년 핸즈 모터스포츠 아베오 원메이크 전에 로터스 코리아 팀 용병으로 출전하여 5라운드에서 2위에 입상하였다. 2016년 핸즈모터스포츠 아베오 원메이크에 로터스코리아 팀으로 출전하여 다수의 우승결과 시즌 챔피언이 되었다.

## 참조
1. ↑  클릭 클래스 이민재, 2010 스피드페스티벌 개막전 우승 - 탑라이더
2. ↑  “KSF-4R 아반떼 4라운드...이민재 우승”. 2016년 3월 7일에 원본 문서에서 보존된 문서. 2013년 7월 9일에 확인함.